# Směrnice o zavádění inteligentních dopravních systémů

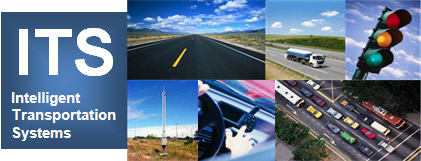
Inteligentní dopravní systémy, ITS

Směrnice o zavádění inteligentních dopravních systémů (Intelligent Transport Systems, ITS) patří mezi Směrnice Evropské unie. Plný název je:
Směrnice Evropského parlamentu a Rady 2010/40/EU o rámci pro zavedení inteligentních dopravních systémů v oblasti silniční dopravy a pro rozhraní s jinými druhy dopravy.
Systémy ITS se zde rozumí systémy, ve kterých se informační a komunikační technologie používají v silniční dopravě, včetně infrastruktury, vozidel a uživatelů, a v oblasti řízení provozu a mobility.

## Důležité body Směrnice 2010/40/EU
- optimální využití dat o silniční síti, dopravním provozu a cestování, která např. umožní uživatelům  plánovat cestu;
- návaznost služeb ITS v oblasti řízení provozu a nákladní dopravy (např. nepřetržité služby pro nákladní vozidla při překračování hranic);
- aplikace ITS pro bezpečnost silničního provozu a jeho ochranu před vnějšími hrozbami (např. výstrahy před rizikem snížené viditelnosti nebo upozornění na osoby, zvířata nebo odpad na silnicích);
- propojení vozidel s dopravní infrastrukturou, tj. vybavení vozidel, které umožní výměnu dat nebo     informací;
- harmonizovaná dostupnost interoperabilní služby eCall v celé Unii.

Pozn: Interoperabilní v tomto kontextu značí schopnost systémů a základních obchodních procesů vyměňovat data a sdílet informace a znalosti.

## Historie Směrnice 2010/40/EU
Následující dokumenty (EU) mění resp. doplňují Směrnici 2010/40/EU:
- Rozhodnutí     Evropského parlamentu a Rady (EU) 2017/2380 ‒ prodloužení doby pro přijímání aktů v přenesené pravomoci.
- Nařízení     Komise (EU) 2017/1926 ‒ poskytování multimodálních informačních služeb o cestování v celé Unii.
- Nařízení     Komise (EU) 2015/962 ‒ poskytování informačních služeb o dopravním provozu v reálném čase v celé EU.
- Nařízení     Evropského parlamentu a Rady (EU) 2015/758 ‒ zavedení palubního systému eCall využívajícího linku tísňového volání 112.
- Rozhodnutí     Evropského parlamentu a Rady 585/2014/EU ‒ zavedení interoperabilní služby eCall v celé EU.
- Nařízení     Komise (EU) 886/2013 ‒ údaje a postupy pro poskytování minimálních univerzálních informací o dopravním provozu, které souvisí s bezpečností silničního provozu uživatelů, pokud možno bezplatně.
- Nařízení     Komise (EU) ‒ poskytování informačních služeb týkajících se bezpečných a chráněných parkovacích míst pro nákladní a užitková vozidla.
- Nařízení     Komise (EU) 305/2013 ‒ harmonizované poskytování interoperabilní služby eCall v celé Unii.

Interoperabilní v tomto kontextu značí schopnost systémů a základních obchodních procesů vyměňovat data a sdílet informace a znalosti.

## Související předpisy

### Zákon 13/1997 Sb. o pozemních komunikacích ve znění od 1. 1. 2020
Část osmá zákona definuje Inteligentní dopravní systém jako soubor elektronických prostředků, technických zařízení, programového vybavení a jiných nástrojů, které umožňují vyhledávání, shromažďování, zpřístupňování, používání a jiné zpracovávání údajů o pozemních komunikacích, silničním provozu, cestování, logistice a dopravním spojení, jehož účelem je zvýšení bezpečného a koordinovaného užívání pozemních komunikací a snížení negativních dopadů silničního provozu na životní prostředí.
Zákon dále stanoví požadavky na poskytování služby inteligentního dopravního systému.

### CEN/TC 278 Inteligentní dopravní systémy
Tato technická normalizační komise vydává evropské normy pro oblast ITS. Některé jsou zaváděny jako ČSN, např.:
- ČSN EN 28701, Inteligentní dopravní systémy ‒ Veřejná doprava osob – Identifikace statických objektů ve veřejné dopravě osob
- ČSN P CEN/TS 16794, Veřejná doprava osob ‒ Komunikace mezi bezkontaktními čtečkami a médiem s jízdným

### ISO/TC 204 Inteligentní dopravní systémy
Tato technická normalizační komise vydává mezinárodní normy pro oblast ITS. Některé jsou zaváděny jako ČSN, např.:
- ČSN ISO 14813, Inteligentní dopravní systémy (ITS) ‒ Model referenční architektury pro obor ITS;
- ČSN ISO 21217, Inteligentní dopravní systémy (ITS) – Komunikační infrastruktura pro pozemní mobilní zařízení (CALM) – Architektura.

## Použitá literatura
- SMĚRNICE EVROPSKÉHO PARLAMENTU A RADY 2010/40/EU o rámci pro zavádění inteligentních dopravních systémů v oblasti silniční dopravy a pro rozhraní s jinými druhy dopravy. (https://eur-lex.europa.eu/legal-content/EN/ALL/?uri=CELEX:32010L0040   zvolit jazyk: CS)
- DIRECTIVE 2010/40/EU OF THE EUROPEAN PARLIAMENT AND OF THE COUNCIL on the framework for the deployment of Intelligent Transport Systems in the field of road transport and for interfaces with other modes of transport. (https://eur-lex.europa.eu/legal-content/EN/ALL/?uri=CELEX:32010L0040   zvolit jazyk: EN)
- Zavádění inteligentních dopravních systémů v Evropě  (https://eur-lex.europa.eu/legal-content/CS/TXT/HTML/?uri=LEGISSUM:tr0040&from=EN)
- Náhled ČSN xxxx: http://seznamcsn.agentura-cas.cz/vyhledavani.aspx (zadat: ČSN xxxx, Vyhledej normy, náhled)
- Preview ISO xxxx: http://www.iso.org/obp/ui/ (zadat ISO xxxx)